# Marc IV d'Alexandrie
Pour les articles homonymes, voir Marc.
Marc IV d'Alexandrie, est un  patriarche melkite d'Alexandrie  de 1385 (?) à 1389 (?).

## Contexte
Selon L'Art de vérifier les dates Marc IV remplace Niphon comme patriarche, on ne connaît rien d'autre de lui.